# Опочинская, Анна Ивановна
Анна Ивановна Опочинская (13 февраля 1914, Санкт-Петербург — 29 октября 1998, Москва) — советский и российский архитектор. Кандидат архитектуры (1948), почётный член Российской академии архитектуры и строительных наук.

## Биография
Анна Опочинская родилась 13 февраля 1914 года в Санкт-Петербурге. В 1918—1927 годах жила в Ялте. В 1932—1940 годах работала в Теплоэлектропроекте техником, затем архитектором. Занималась проектированием теплоэлектроцентралей и связанных с ними зданий. Принимала участие в проектировании и строительстве ТЭЦ ЗИЛ в Москве, Кураховской ТЭС, Ижевской ТЭЦ и других.
В 1937 году окончила Всесоюзный индустриальный институт со званием инженера-строителя. В 1940 году поступила в институт аспирантуры Академии архитектуры СССР. В 1941 году вступила в Союз архитекторов СССР.
Учёбу в аспирантуре прервала Великая Отечественная война, и Анна Опочинская занялась проектированием и строительством оборонных объектов. В частности, в 1942 году строила завод в городе Фрунзе (ныне Бишкек).
После окончания войны — на научной работе в Академии архитектуры. С 1946 года — старший архитектор, с 1951 года — старший научный сотрудник. Занималась вопросами архитектуры Московского метрополитена и высотных сооружений, обобщения опыта зарубежного строительства, проектирования сети общественных зданий и формирования городских центров. Много времени уделяла теме строительства спортивных сооружений. Она первой в стране разработала дифференцированные нормы на спортивные сооружения. В 1963 году была издана книга «Спортивные сооружения», редактором и автором ряда разделов которой была Анна Опочинская.
В 1961 году была консультантом по строительству на советских торгово-промышленных выставках в Лондоне и Париже. В 1964—1976 годах работала заведующей отделом административных зданий и сооружений ЦНИИЭП зрелищных зданий и спортивных сооружений имени Б. С. Мезенцева.
Анна Опочинская занималась изучением истории архитектуры. Она была автором статей по архитектуре Греции и Италии в монографии «Искусство стран и народов мира», и в томе 5 «Всеобщей истории архитектуры», опубликовала книгу «Рим» (1995, серия «Города и музеи мира»), написала ряд статей Большой советской энциклопедии и в Белорусской советской энциклопедии. Опубликовала ряд обзоров, пособий, нормалей, глав СНиП.
Изучала архитектуру Крыма. Совместно с мужем В. Ф. Маркузоном занималась обмерами генуэзской крепости в Судаке. Автор мемориальной доски теоретика архитектуры и философа А. Г. Габричевского в Коктебеле. С 1982 года регулярно участвовала в крымских научных конференциях.
В 1985 году вышла на пенсию. Умерла в Москве 29 октября 1998 года.

## Семья
Муж — Владимир Фёдорович Маркузон (1910—1982) — советский архитектор.